# Silometopus nitidithorax
Silometopus nitidithorax är en spindelart som först beskrevs av Simon 1914.  Silometopus nitidithorax ingår i släktet Silometopus och familjen täckvävarspindlar.
Artens utbredningsområde är Frankrike. Inga underarter finns listade i Catalogue of Life.